# Gregor Balažic
Gregor Balažic (ur. 12 lutego 1988 w Murskiej Sobocie) – słoweński piłkarz, grający na pozycji obrońcy.

## Kariera piłkarska

### Kariera klubowa
Wychowanek klubów NK Mura, a potem SL Benfica. W sezonie 2004/05 rozpoczął karierę piłkarską w miejscowym klubie NK Mura. Latem 2005 wyjechał do Hiszpanii, gdzie bronił barw RCD Espanyol B i Águilas CF. Na początku 2008 powrócił do Słowenii, gdzie został piłkarzem ND Gorica. W styczniu 2011 podpisał 4-letni kontrakt z Karpatami Lwów. 4 lutego 2015 przeszedł do FK Partizan.

### Kariera reprezentacyjna
W latach 2008–2009 występował w młodzieżowej reprezentacji Słowenii. Wcześniej bronił barw juniorskiej reprezentacji.